# Brooklyn (equipa ciclista)
A equipa Brooklyn, conhecido anteriormente como Dreher, foi um equipa ciclista italiana, de ciclismo em estrada que competiu entre 1970 a 1977.

## Principais resultados
- Paris-Roubaix: Roger De Vlaeminck (1972, 1974, 1975, 1977)
- Tirreno-Adriático: Roger De Vlaeminck (1972, 1973, 1974, 1975, 1976, 1977)
- Milão-Sanremo: Roger De Vlaeminck (1973)
- Giro de Lombardia: Roger De Vlaeminck (1974, 1976)
- Volta à Suíça: Roger De Vlaeminck (1975)
- Campeonato de Zurique: Roger De Vlaeminck (1975)
- Paris-Tours: Ronald De Witte (1976)
- Tour da Romandia: Johan De Muynck (1976)
- Tour de Flandres: Roger De Vlaeminck (1977)

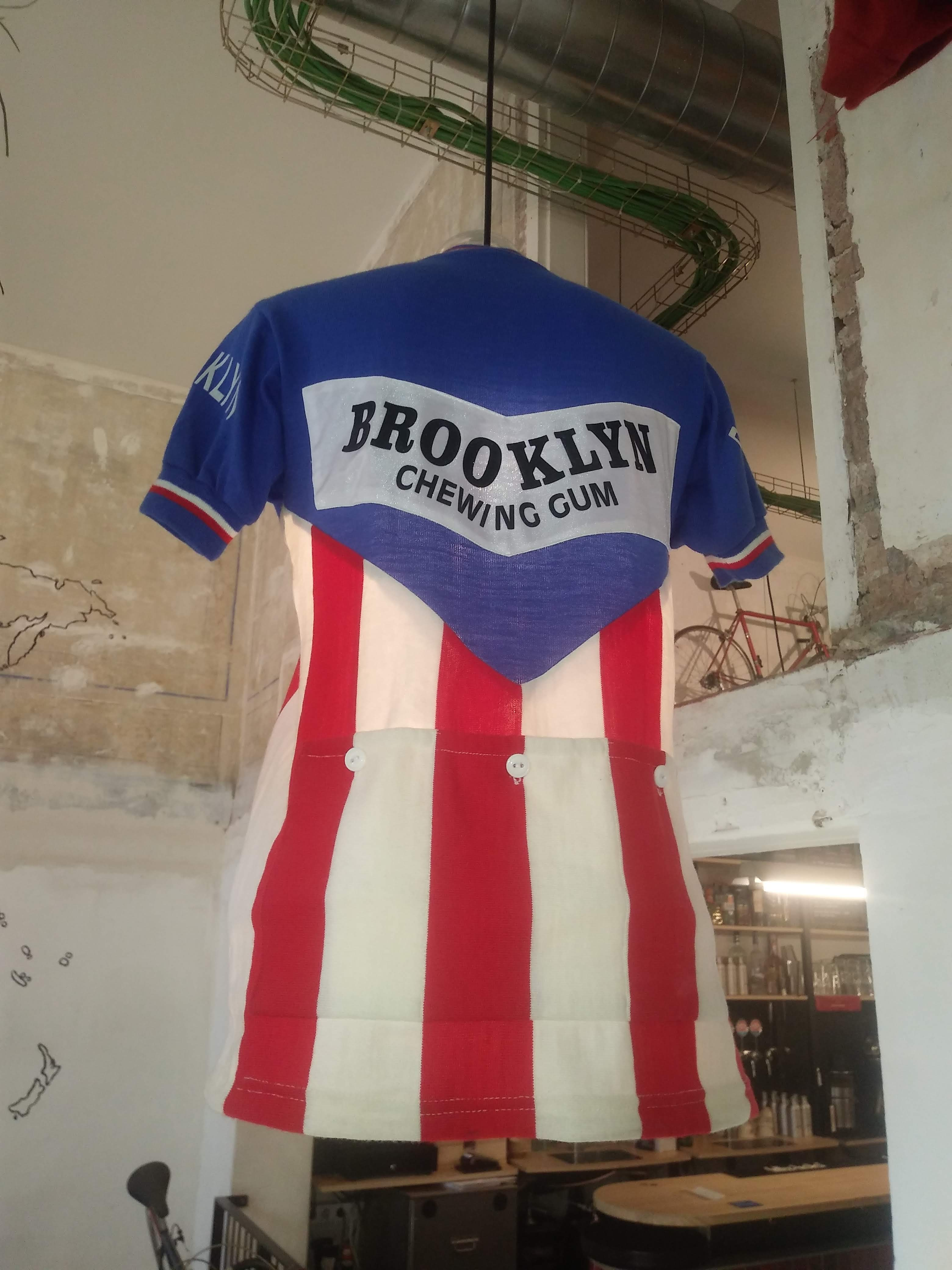
Maillot da equipa ciclista do Brooklyn

### Nas grandes voltas
- Giro d'Italia
  - 8 participações (1970, 1971, 1972, 1973, 1974, 1975, 1976, 1977)
  - 40 vitórias de etapa:
    - 1 em 1970: Patrick Sercu
    - 4 em 1971: Patrick Sercu (2), Pierfranco Vianelli, Ole Ritter
    - 4 em 1972: Roger De Vlaeminck (4)
    - 4 em 1973: Roger De Vlaeminck (3), Patrick Sercu
    - 5 em 1974: Patrick Sercu (3), Roger De Vlaeminck, Ercole Gualazzini
    - 12 em 1975: Patrick Sercu (3), Roger De Vlaeminck (7), Marcello Osler, Wladimiro Panizza
    - 10 em 1976: Patrick Sercu (3), Roger De Vlaeminck (4), Johan De Muynck, Ronald De Witte, Ercole Gualazzini

  - 0 classificação finais:
  - 5 classificações secundárias:
    - Classificação por pontos: Roger De Vlaeminck (1972, 1974, 1975)
    - Classificação por equipas: (1975, 1976)

- Tour de France
  - 2 participações (1974, 1976)
  - 5 vitórias de etapa:
    - 4 em 1974: Patrick Sercu (3), Ercole Gualazzini
    - 1 em 1976: Aldo Parecchini

  - 2 classificações secundárias:
    - Classificação por pontos: Patrick Sercu (1974)
    - Grande Prêmio da montanha: Giancarlo Bellini (1976)

- Volta a Espanha
  - 0 participações
  - 0 vitórias de etapa:
  - 0 classificações secundárias: